# Neorhaphiomidas hardyi
Neorhaphiomidas hardyi är en tvåvingeart som beskrevs av Norris 1936. Neorhaphiomidas hardyi ingår i släktet Neorhaphiomidas och familjen Mydidae. Inga underarter finns listade i Catalogue of Life.